# Mikael Renberg
Mikael Renberg (né le 5 mai 1972 à Piteå  en Suède) est un joueur professionnel suédois de hockey sur glace, capitaine du club Skellefteå AIK du championnat Élite suédoise l'Elitserien.

## Carrière
Il commence sa carrière dans le club de sa ville natale, Piteå Hockey qui évolue en seconde division suédoise, l'Allsvenskan en 1988. Il rejoint l'année suivante l'équipe de Luleå HF. En 1990, il est choisi lors repêchage d'entrée dans la Ligue nationale de hockey en seconde ronde par les Flyers de Philadelphie mais ne rejoint l'Amérique du Nord qu'en 1993. Il est aligné aux côtés de John LeClair et Eric Lindros et les trois joueurs forment une ligne crainte dans la LNH : la ligne « Legion of Doom ». En 2001, il remporte le Guldpucken, remis au meilleur joueur suédois de l'année.
Il quitte l'Amérique du Nord pour revenir au sein de l'effectif de Luleå HF et totalise alors 464 points dans la LNH pour 190 buts et 274 assistances. Il a alors joué pour quatre franchises différentes de la LNH : les Flyers, le Lightning de Tampa Bay, les Coyotes de Phoenix et les Maple Leafs de Toronto.
Entre 2004 et 2007, il joue pour son club des débuts, le Luleå HF et le 15 mai 2007, il signe pour le club de Skellefteå AIK,.

## Statistiques
| Saison     | Équipe                 | Ligue       |     | Saison régulière | Saison régulière | Saison régulière | Saison régulière | Saison régulière |    | Séries éliminatoires | Séries éliminatoires | Séries éliminatoires | Séries éliminatoires | Séries éliminatoires |
| Saison     | Équipe                 | Ligue       | PJ  | B                | A                | Pts              | Pun              | PJ               | B  | A                    | Pts                  | Pun                  |                      |                      |
| 1988-1989  | Piteå Hockey           | Allsvenskan | 12  | 6                | 3                | 9                | 4                |                  |    |                      |                      |                      |                      |                      |
| 1989-1990  | Luleå HF               | Elitserien  | 2   | 1                | 0                | 1                | 0                |                  |    |                      |                      |                      |                      |                      |
| 1990-1991  | Luleå HF               | Elitserien  | 29  | 11               | 6                | 17               | 12               |                  |    |                      |                      |                      |                      |                      |
| 1991-1992  | Luleå HF               | Elitserien  | 38  | 8                | 15               | 23               | 20               |                  |    |                      |                      |                      |                      |                      |
| 1992-1993  | Luleå HF               | Elitserien  | 39  | 19               | 13               | 32               | 61               |                  |    |                      |                      |                      |                      |                      |
| 1993-1994  | Flyers de Philadelphie | LNH         | 83  | 38               | 44               | 82               | 36               |                  |    |                      |                      |                      |                      |                      |
| 1994-1995  | Luleå HF               | Elitserien  | 10  | 9                | 4                | 13               | 16               |                  |    |                      |                      |                      |                      |                      |
| 1994-1995  | Flyers de Philadelphie | LNH         | 47  | 26               | 31               | 57               | 20               | 15               | 6  | 7                    | 13                   | 6                    |                      |                      |
| 1995-1996  | Flyers de Philadelphie | LNH         | 51  | 23               | 20               | 43               | 45               | 11               | 3  | 6                    | 9                    | 14                   |                      |                      |
| 1996-1997  | Flyers de Philadelphie | LNH         | 77  | 22               | 37               | 59               | 65               | 18               | 5  | 6                    | 11                   | 4                    |                      |                      |
| 1997-1998  | Lightning de Tampa Bay | LNH         | 68  | 16               | 22               | 38               | 34               |                  |    |                      |                      |                      |                      |                      |
| 1998-1999  | Lightning de Tampa Bay | LNH         | 20  | 4                | 8                | 12               | 4                |                  |    |                      |                      |                      |                      |                      |
| 1998-1999  | Flyers de Philadelphie | LNH         | 46  | 11               | 15               | 26               | 14               | 6                | 0  | 0                    | 0                    | 0                    |                      |                      |
| 1999-2000  | Flyers de Philadelphie | LNH         | 62  | 8                | 21               | 29               | 30               |                  |    |                      |                      |                      |                      |                      |
| 1999-2000  | Coyotes de Phoenix     | LNH         | 10  | 2                | 4                | 6                | 2                | 5                | 1  | 2                    | 3                    | 4                    |                      |                      |
| 2000-2001  | Luleå HF               | Elitserien  | 48  | 22               | 32               | 54               | 36               | 11               | 6  | 5                    | 11                   | 35                   |                      |                      |
| 2001-2002  | Maple Leafs de Toronto | LNH         | 71  | 14               | 38               | 52               | 36               | 3                | 0  | 0                    | 0                    | 2                    |                      |                      |
| 2002-2003  | Maple Leafs de Toronto | LNH         | 67  | 14               | 21               | 35               | 36               | 7                | 1  | 0                    | 1                    | 8                    |                      |                      |
| 2003-2004  | Maple Leafs de Toronto | LNH         | 59  | 12               | 13               | 25               | 50               | 2                | 0  | 0                    | 0                    | 4                    |                      |                      |
| 2004-2005  | Luleå HF               | Elitserien  | 22  | 6                | 5                | 11               | 16               |                  |    |                      |                      |                      |                      |                      |
| 2005-2006  | Luleå HF               | Elitserien  | 44  | 15               | 19               | 34               | 32               | 5                | 0  | 0                    | 0                    | 10                   |                      |                      |
| 2006-2007  | Luleå HF               | Elitserien  | 48  | 18               | 32               | 50               | 34               |                  |    |                      |                      |                      |                      |                      |
| 2007-2008  | Skellefteå AIK         | Elitserien  | 41  | 13               | 20               | 33               | 30               | 5                | 0  | 1                    | 1                    | 4                    |                      |                      |
| 2008-2009  | Skellefteå AIK         | Elitserien  | 21  | 3                | 3                | 6                | 16               | 11               | 0  | 0                    | 0                    | 2                    |                      |                      |
| Totaux LNH | Totaux LNH             | Totaux LNH  | 661 | 190              | 274              | 464              | 372              | 67               | 16 | 21                   | 37                   | 42                   |                      |                      |

## Carrière internationale
Au niveau international, il a remporté avec l'équipe de Suède le championnat du monde de 1998. Il a également participé aux championnats du monde de 1993, 2001 et 2003 ainsi qu'aux Jeux olympiques de 1998 et 2002.